# Jo Olde
Johannes (Jo) Olde (Kampen, 21 mei 1913 – Nijkerk, 2 mei 1992) was een Nederlandse verzetsstrijder in de Tweede Wereldoorlog. Hij gaf leiding aan de Landelijke Organisatie voor Hulp aan Onderduikers (LO) in Wolfheze.

## levensloop
Olde was de zoon van een beurtvaartschipper. Hij werkte zelf als boerenknecht in Zuidwolde, voordat hij in Wolfheze kwam wonen, waar hij werkte als verpleger in het Psychiatrisch Ziekenhuis Wolfheze Voor het LO-werk stond Olde in contact met de Renkumse predikant Bernard Smeenk, die Olde vroeg om onderduikplaatsen in Wolfheze te zoeken, onder andere voor Joden.  Olde bood zelf ook onderdak aan Joodse onderduikers. De verzetsman werkte zelfstandig, maar kreeg steun van zijn bazen, waardoor hij zijn illegale activiteiten onder werktijd kon verrichten.
In september 1944 was Olde betrokken bij de ontvoering van de NSB'er Gerrit Robert van Calcar Veenstra. Waarschijnlijk hadden de ontvoerders het gemunt op de collaborerende politieman Jacob Eduard Feenstra. Het was een dag voor Dolle Dinsdag en de ontvoerders verwachten dat de bevrijding nog een kwestie van dagen was en dat Feenstra zolang wel vastgehouden kon worden. De Sicherheitsdienst in Arnhem kreeg echter weet van de ontvoering en arresteerde een aantal betrokkenen. De verblijfplaats van Van Calcar Veenstra werd doorgegeven nadat de Duitsers dreigden om de mannen te executeren. Na de oorlog was Olde nog betrokken bij de opvang van oorlogskinderen.
Olde verhuisde later naar Nijkerk, waar hij werkte bij het Groene Kruis.

## Persoonlijk
Olde was getrouwd met Ali Pelster met wie hij drie kinderen kreeg.